# يوسوك كاواساكي (لاعب كرة قاعدة)
يوسوك كاواساكي (باليابانية: 川崎雄介؛ بالكانا: かわさき ゆうすけ) هو لاعب كرة قاعدة ياباني، ولد في 17 فبراير 1982 في ميازاكي في اليابان.

## وصلات خارجية
- يوسوك كاواساكي على موقع الدوري الياباني لكرة القاعدة (الإنجليزية)
- يوسوك كاواساكي على موقعبيزبول رفرنس.كوم (الدوري الثانوي) (الإنجليزية)